# Kroppluisjesmos
Kroppluisjesmos (Dicranella cerviculata) is een soort uit het geslacht pluisjesmos (Dicranella).

## Determinatie
Kroppluisjesmos is alleen met zekerheid van gewoon pluisjesmos (Dicranum heteromalla) te onderscheiden op basis van het kropje. Sporenkapsels zijn echter lang niet altijd aanwezig. Bovendien is het kropje vaak onduidelijk ontwikkeld. Verwarring en onderschatting liggen daarmee voor de hand.

## Ecologie
Kroppluisjesmos is een acidofiele pioniersoort met een uitgesproken voorkeur voor vochtige, oligotrofe omstandigheden.

## Verspreiding
In Nederland is kroppluisjesmos vrij zeldzaam. Het staat op de Nederlandse Rode Lijst in de categorie 'Kwetsbaar'. Het is anno 2007 in Nederland een vaste component van de begroeiing op plagplekken in vochtige heide en op geschraapte venoevers. Na 1980 is het aantal vondsten van kroppluisjesmos spectaculair toegenomen, vooral in het oosten, maar ook in laagveengebieden en op de Waddeneilanden. Betere herkenning, ook van de standplaatseisen, is daarbij zeker van belang. In de goed onderzochte delen van Noord-Brabant ontbreekt de soort vrijwel nergens. Kroppluisjesmos is ongetwijfeld ook daadwerkelijk toegenomen omdat het heeft geprofiteerd van maatregelen tot natuurherstel. In (verzuurde) valleien in de vastelandsduinen is de soort tot op heden weinig aangetroffen maar wellicht komt de soort ook daar wel meer voor dan nu lijkt.

## Fotogalerij

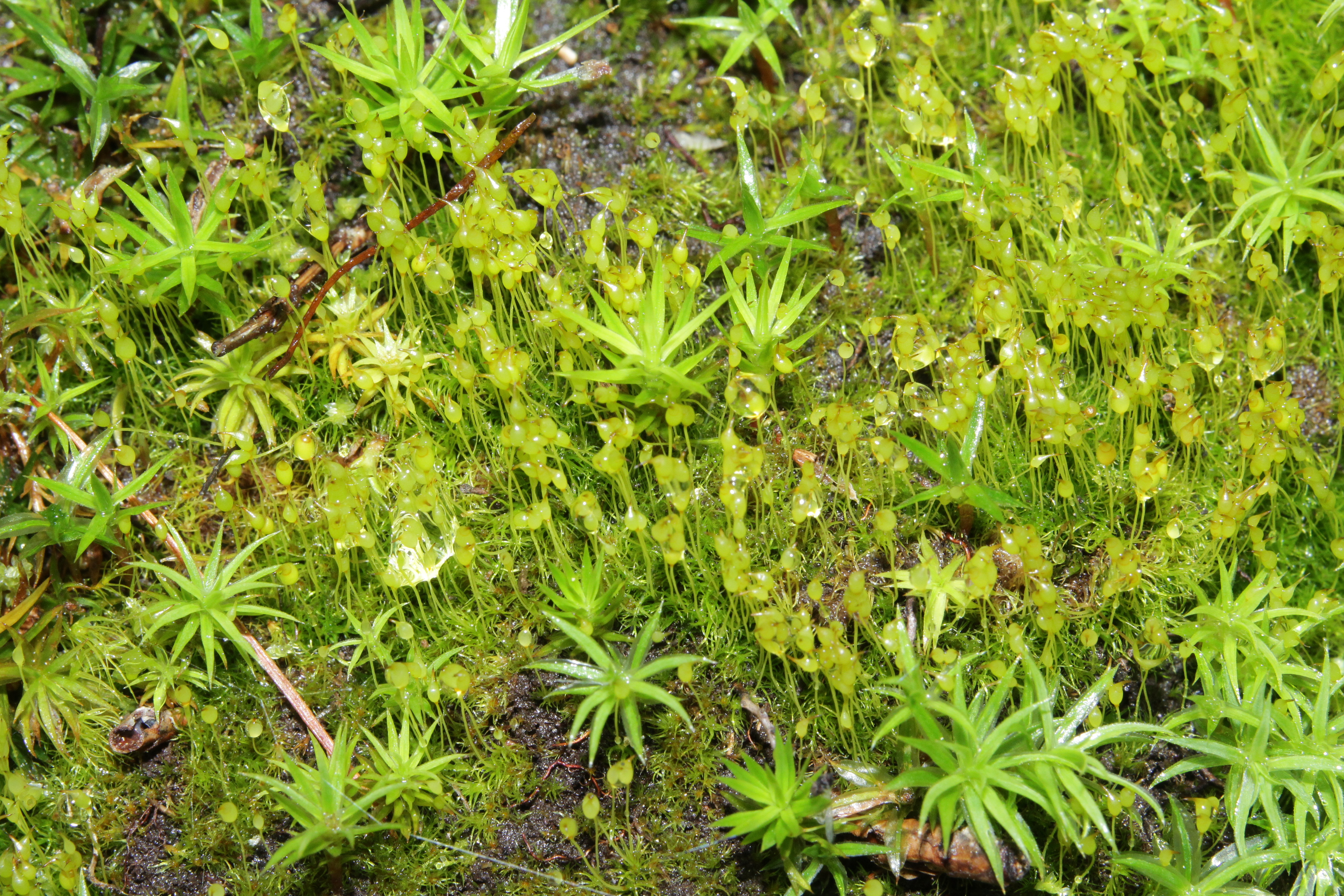
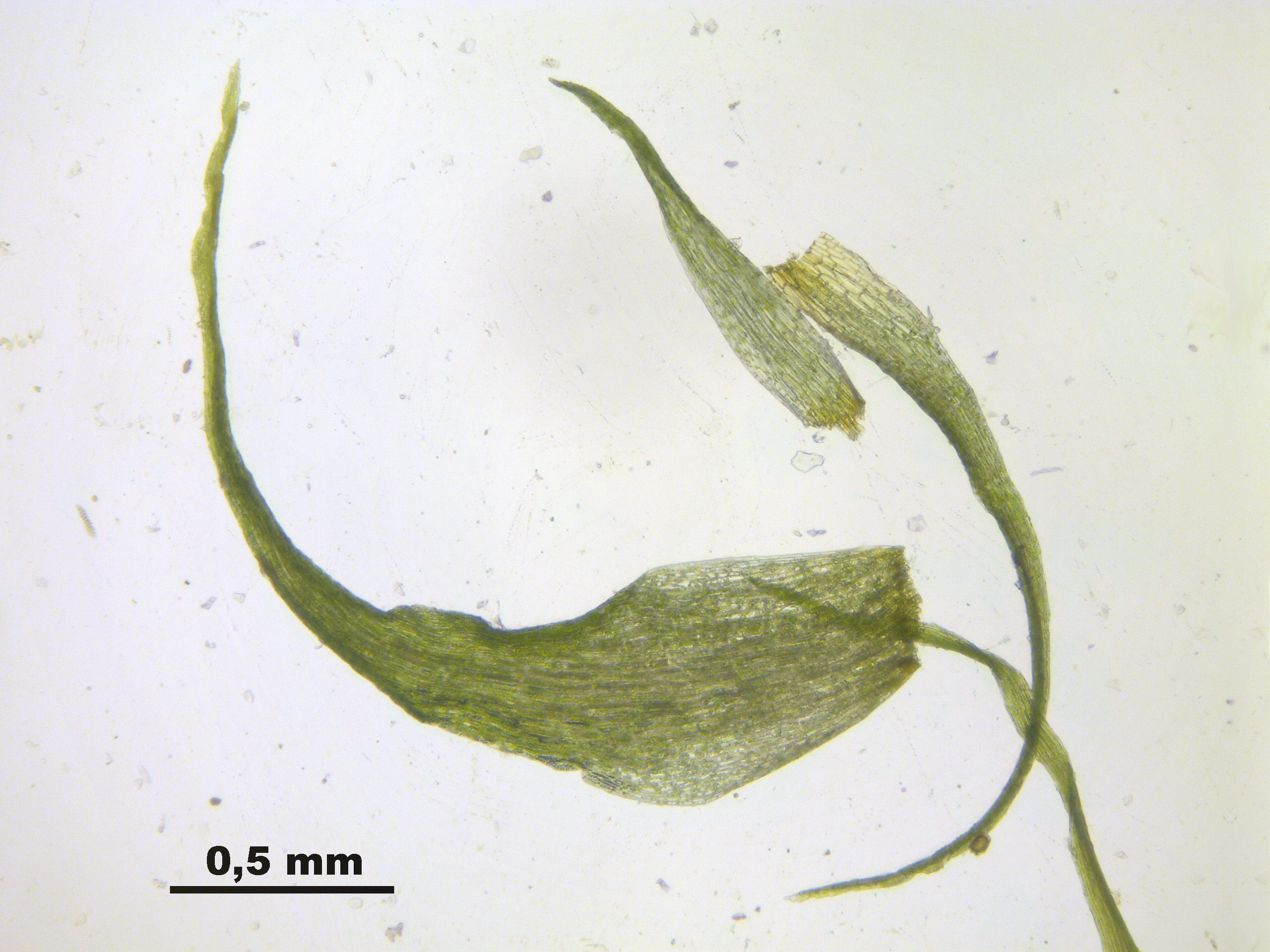
Bladeren
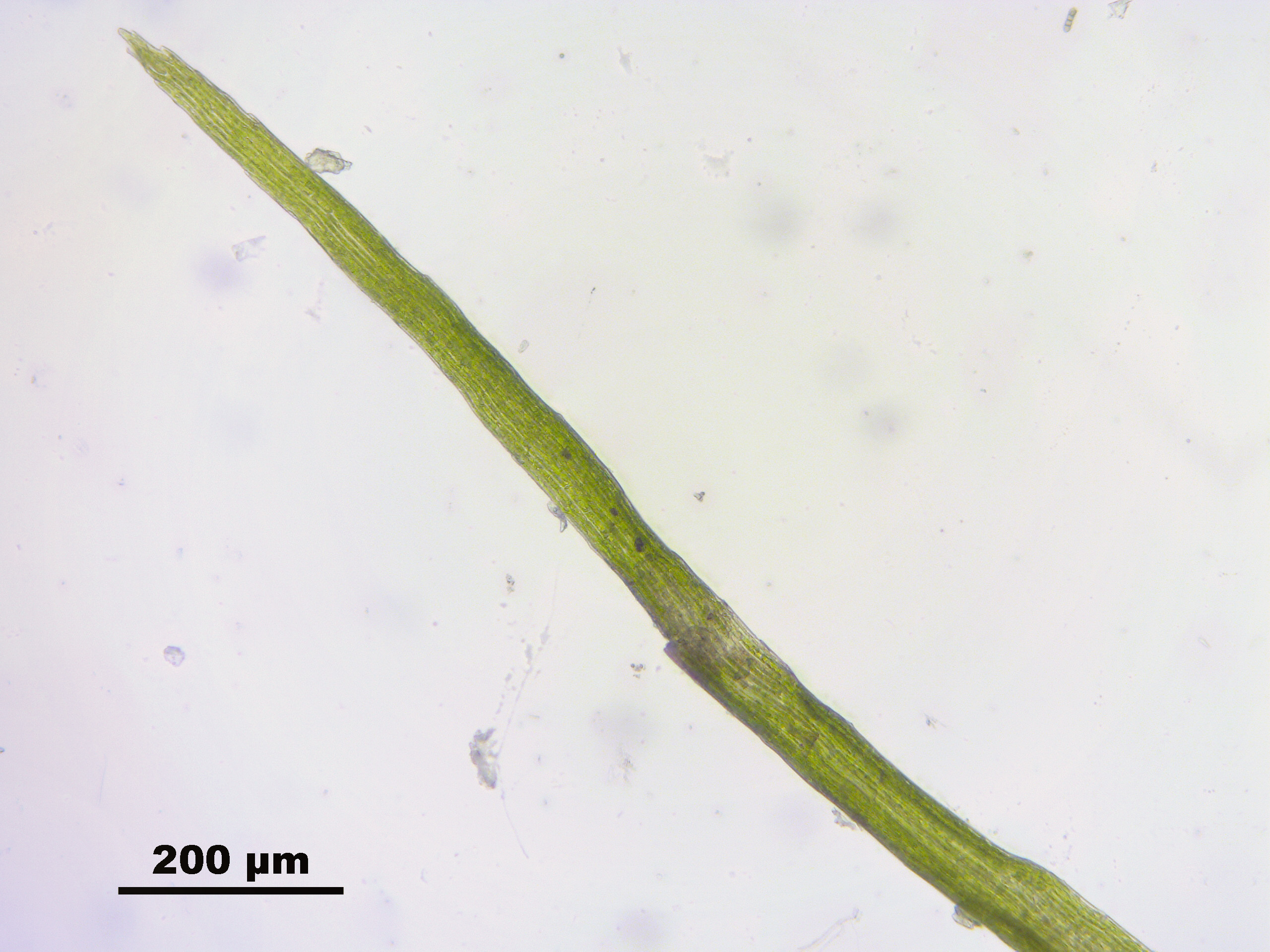
Bladcellen bladtop
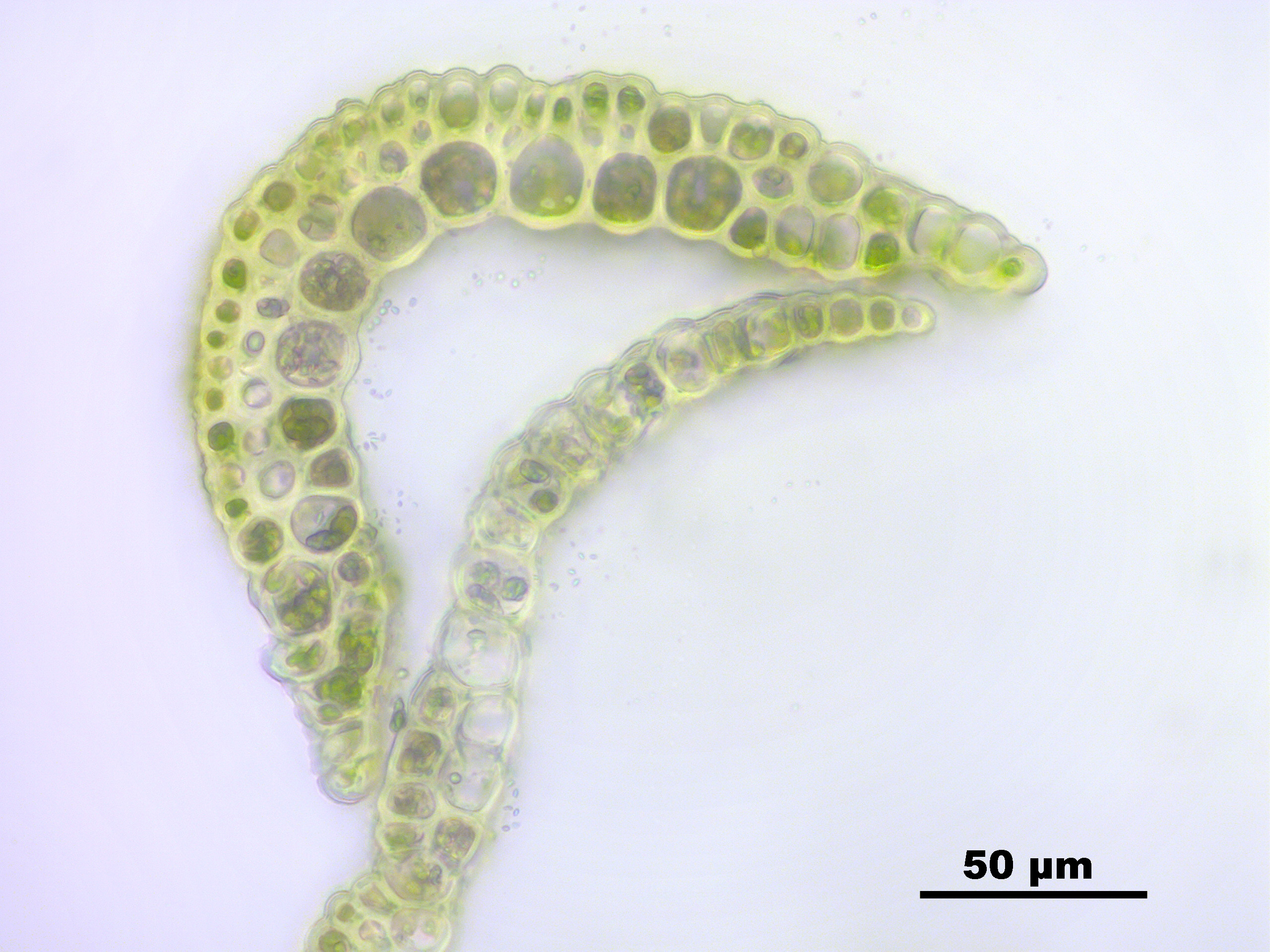
Doorsnede blad
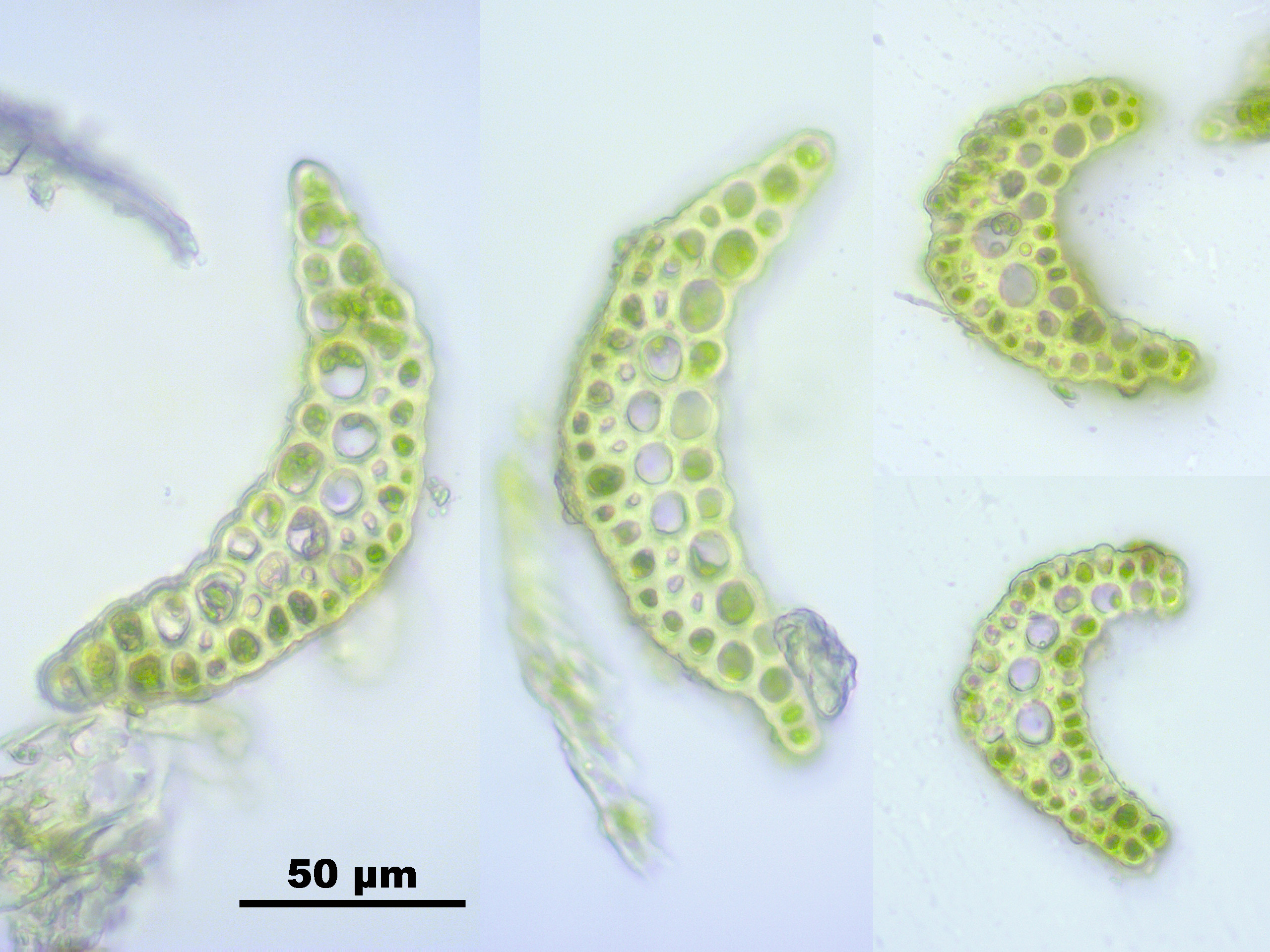
Doorsnede blad